# Shocking Shorts
Die Shocking Shorts sind Kurzfilme aus den Genres Action, Krimi, Thriller, Mystery und Horror des Senders 13th Street Universal.

## Beschaffenheit
Bei den Shocking Shorts handelt es sich zum einen um die nominierten Filme des jährlich von 13th Street Universal ausgelobten Kurzfilmpreis Shocking Shorts Award, der im Rahmen des Filmfest München verliehen wird. Zum anderen können auch Kurzfilme, die von 13th Street Universal zum Zweck der Nachwuchsförderung kofinanziert werden, so bezeichnet werden.

## Einsatz
Die Shocking Shorts werden u. a. auf 13th Street Universal, bei Kurzfilmnächten sowie während der „Langen Nacht der Shocking Shorts“ deutschlandweit in verschiedenen Kinos gezeigt. Außerdem werden die Shocking Shorts auch als DVD produziert.

### Auswahl
| - Dobermann von Florian Henckel von Donnersmarck - Oberstube von Sebastian Winkels - Hochzeitstag von Tanja Brzakovic - Simones Labyrinth von Iván Sáinz-Pardo - Julian von Tim Fehlbaum - Marco und der Wolf von Kilian von Keyserlingk - Der Beste von Arne Jysch / Rasmus Borowski | - Memoryeffekt Claudia Lehmann - 15 Minuten Wahrheit Nico Zingelmann - Escape von Julia Zimanofsky - On Air von Marco J. Riedl / Carsten Vauth - Nullpunkt von Andreas Schaap - Profil von Timo Pierre Rositzki - Superhero von Émile V. Schlesser |